# Souimanga de Hasselt
Espèce
Statut de conservation UICN

 LC  : Préoccupation mineure
Le Souimanga de Hasselt (Leptocoma sperata) est une espèce de passereaux de la famille des Nectariniidae.
Son nom commémore le zoologiste et botaniste néerlandais Johan Coenraad van Hasselt (1797-1823).
Cet oiseau est endémique des Philippines.

## Habitat
Il habite les mangroves et les forêts subtropicales ou tropicales humides de plaine.

## Taxinomie
Suivant les travaux de Rasmussen & Anderton, le Congrès ornithologique international sépare de Leptocoma sperata une nouvelle espèce, L. brasiliana, constituée de 5 sous-espèces qui faisaient précédemment partie de L. sperata.

## Répartition et sous-espèces
Selon la classification de référence du Congrès ornithologique international (15.1, 2025) il s répartit en quatre sous-espèces (ordre phylogénique) :
- Leptocoma sperata henkei (A.B. Meyer, 1884) — nord de Luçon ;
- Leptocoma sperata sperata (Linné, 1766) — Luçon, Polillo, Marinduque et Catanduanes ;
- Leptocoma sperata trochilus (Salomonsen, 1953) — Mindoro, Visayas, Palawan et est de Mindanao ;
- Leptocoma sperata juliae (Tweeddale, 1877) — Mindanao et archipel de Sulu.